# ハーレクイン (出版社)
ハーレクイン・エンタープライズ（英語：Harlequin Enterprises Limited）は、カナダ・オンタリオ州トロントに本社を置く出版社である。女性向け大衆恋愛小説の火付け役として世界的に知られている。ハーレクインとは、フランス語で道化師を意味するアルルカンの英語読みであり、社のロゴやハーレクイン・ロマンスレーベルの書籍にはピエロの衣装に良く使われる菱形があしらわれている。

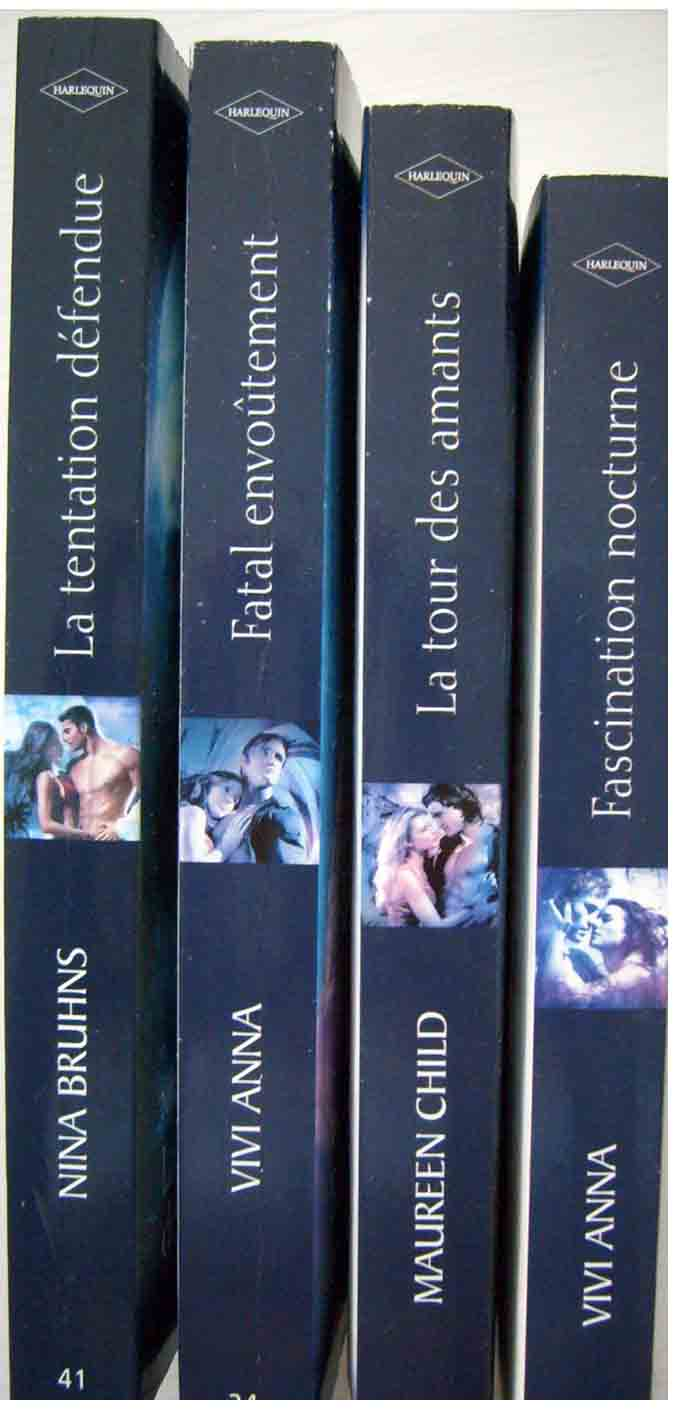
ハーレクイン・ノクターンシリーズ

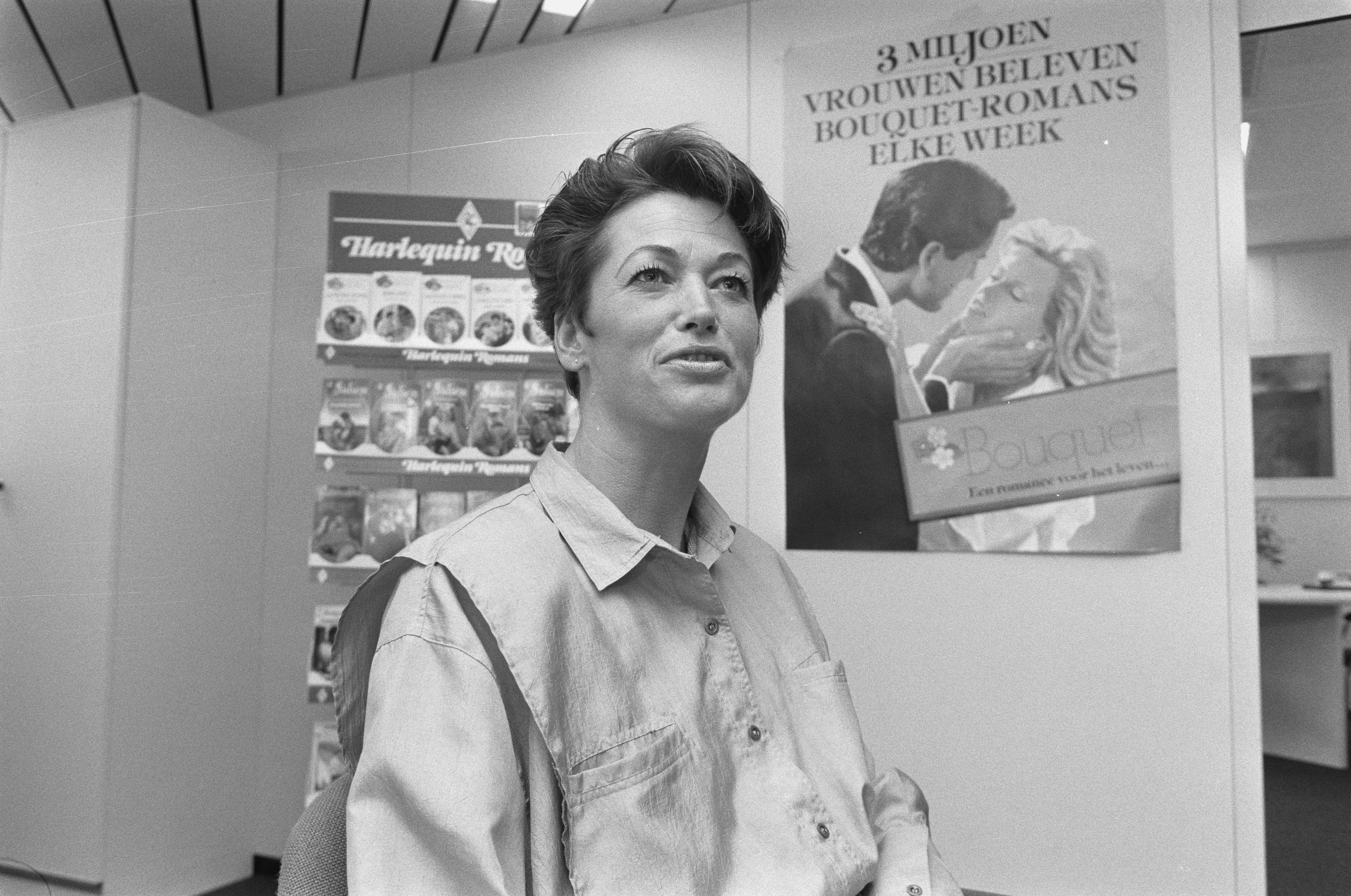
小説シリーズの発表会に出席した作家Josine Moussy

## 歴史
1949年、編集者のリチャード・ボニーキャッスルにより、オンタリオ州トロントで出版業を開始。やがてイギリスの女流作家の恋愛小説に着目し、1957年イギリスMills＆Boon社から版権を取得。1964年には恋愛小説専門の出版社となり、1971年にはMills＆Boon社を買収しイギリスに子会社を設立した。メディア企業Torstar社の傘下にあったが、2014年5月にニューズ・コープに買収され、同社傘下のハーパーコリンズの一部門となった。
Harlequinの小説は世界97カ国・27言語に翻訳され、恋愛小説の代名詞としての地位を不動のものとしたが、近年ではジャンルの多様化を進め、男性向けサスペンスや歴史小説などを収録するMIRA BOOKS他、幾つかのレーベルを展開している。

## 日本のハーレクイン
日本語版のハーレクインのロマンス小説の最初のタイトルは、1979年9月20日に発売されている。

### 特色
主たる商品が翻訳小説であり、多くはキャリアウーマンの恋と成功を描いた娯楽小説に特化している。そのため翻訳委託可能な約200人の翻訳者を確保しており、また新人翻訳者の養成にも力を入れている。
キャッチコピーは「あなたが探していた愛は、きっとここにある」「恋は、本屋さんに売っている」。
1980年代後半から1990年代前半までのテレビドラマで一世を風靡したトレンディドラマの筋書きに似ている。
近年は、宙出版や小学館と提携し少女漫画家によるハーレクイン・ロマンスのコミカライズを出版してきたが、2007年2月より自社からもHQ comicsレーベルを展開している（宙出版社版の一部の作品は米国Dark Horse Comics, Inc. よりHarlequin Ginger Blossomレーベルで英語版が翻訳出版されている）。
2008年1月より自社からコミック雑誌『月刊HQ comic（現・ハーレクインオリジナル）』を刊行。A5サイズ、片観音開きの表紙が特徴。
翌年2009年1月より、自社から2誌目のコミック雑誌『月刊ハーレクイン』を刊行。こちらもA5サイズ、表紙は一般的。